# Чандра Вілсон
Чандра Вілсон (англ. Chandra Wilson; нар. 27 серпня 1969) — американська акторка, режисерка та продюсерка, найвідоміша за роллю лікарки Міранди Бейлі в тривалому серіалі ABC « Анатомія Грей», за яку вона виграла премію Гільдії кіноакторів США за найкращу жіночу роль у драматичному серіалі в 2007 році, а також чотири рази номінувалася на «Еммі».

## Ранні роки
Чандра Вілсон народилася 1969 року в Х'юстоні, штат Техас (США). Розпочала свою театральну кар'єру у 5-річному віці у місцевому театрі. Закінчила Нью-Йоркський університет з освітнім ступенем бакалавра. Потім вступила до Інституту театру і кіно Лі Страсберга, після чотирьох років участі в якому розпочала свою кар'єру на Нью-Йоркській сцені.

## Кар'єра
Вілсон дебютувала на телебаченні в 1989 році в епізоді ситкому «Шоу Косбі». Чандра Вілсон, головним чином, працювала на театральній сцені, і в 1991 році виграла премію «Театральний світ» за свою роль у п'єсі «Хороші часи вбивають».
На великому екрані Вілсон дебютувала у фільмі 1993 року «Філадельфія», а потім з'явилася в картинах «Скажений пес і Глорія», «Зірка шерифа», «Freeвільне життя», а також «Френкі та Еліс». На телебаченні з'явилася в серіалах «Закон і порядок», «Секс і місто», «Закон і порядок: Спеціальний корпус» та «Клан Сопрано», а також мала регулярну роль у ситкомі, що недовго проіснував, «Боб Паттерсон» у 2001 році .
У 2005 році Шонда Раймс взяла Вілсон на роль лікарки Міранди Бейлі в серіалі «Анатомія Грей». Хоча спочатку персонажка замислювалася як висока та біла блондинка, коли Вілсон прийшла на проби, вона настільки сподобалася Шонді Раймс, що вона вирішила змінити персонажку для акторки. Серіал раптово виявився дуже успішним і в результаті став одним із найбільш обговорюваних та рейтингових телепроєктів десятиліття. За цю роль Вілсон виграла премію Гільдії кіноакторів США за найкращу жіночу роль у драматичному серіалі та Премію Гільдії кіноакторів США за найкращий акторський склад у драматичному серіалі в 2006 і 2007 роках, а також чотири роки поспіль номінувалася на «Еммі» за найкращу жіночу роль другого плану у драматичному телесеріалі. У 2008 році вона отримала премію «Вибір народу». Також Вілсон повторила свою роль у спін-офі серіалу — «Приватна практика» у 2009 році.
2008 року Вілсон зіграла свою першу головну роль, у телефільмі «Випадкова дружба», про бездомну жінку, чиє життя змінюється після зустрічі з поліцейським. Ця роль принесла їй номінацію на премію «Еммі» за найкращу жіночу роль у міні-серіалі чи фільмі у 2009 році. На початку 2014 року, Вілсон, яка є давньою шанувальницею денної мильної опери ABC «Головний госпіталь», вирішила з'явитися у цьому шоу. Вілсон давно хотіла знятися в мильній опері, виробництво якої проходить у сусідньому павільйоні з «Анатомією Грей», і в грудні 2013 році попросила виконавчого продюсера шоу створити для неї персонажку.

## Особисте життя
Одружена понад 30 років, має трьох дітей: дочки Селена (1992), Джой (1998) і син Майкл (31 жовтня 2005) .

## Фільмографія

### Фільми
| Рік  | Назва українською     | Назва англійською     | Роль               | Примітки |
| ---- | --------------------- | --------------------- | ------------------ | --- |
| 1993 | Філадельфія           | Philadelphia          | Чандра             | |
| 1993 | Скажений пес і Глорія | Mad Dog and Glory     | Членкиня групи     | |
| 1996 | Зірка шерифа          | Lone Star             | Афіна Джонсон      | |
| 2003 | Глава держави         | Head of State         | Джеймі             | |
| 2005 | Freeвільне життя      | Strangers with Candy  | Ув'язнена          | |
| 2008 | Самотня жінка         | A Single Woman        | Коретта Скотт Кінг | |
| 2008 | Випадкова дружба      | Accidental Friendship | Івонн Колдуелл     | Телефільм Prism Awards за найкращу жіночу роль у міні-серіалі чи фільмі Номінація — Премія «Еммі» за найкращу жіночу роль у мінісеріалі або серіалі-антології, або телефільмі Номінація — NAACP Image Award за найкращу жіночу роль у міні-серіалі чи фільмі |
| 2010 | Френкі та Еліс        | Frankie and Alice     | Максін Мердок      | |
| 2014 | Приглушений           | Muted                 | Ліна Гладуелл      | Короткометражний фільм |
| 2018 | Різдвяна гармонія     | Christmas Harmony     | Карен              | |

### Телебачення
| Рік              | Назва українською                    | Назва англійською                 | Роль                      | Примітки |
| ---------------- | ------------------------------------ | --------------------------------- | ------------------------- | --- |
| 1989             | Шоу Косбі                            | The Cosby Show                    | Діна                      | 1 епізод |
| 1992             | Закон і порядок                      | Law & Order                       | Серена Прайс              | 1 епізод |
| 1992             |                                      | CBS Schoolbreak Special           | Глорія                    | 1 епізод |
| 2000             | Косбі                                | Cosby                             | Чандра                    | 1 епізод |
| 2001             | Третя зміна                          | Third Watch                       | Волонтерка                | 1 епізод |
| 2001             | Центральна вулиця, 100               | 100 Centre Street                 | Представниця звинувачення | 1 епізод |
| 2001             | Боб Паттерсон                        | Bob Patterson                     | Клаудія                   | Регулярна роль, 10 епізодів |
| 2002             | Секс і місто                         | Sex and the City                  | Офіцерка поліції          | 1 епізод |
| 2003             | Верхній Куїнс                        | Queens Supreme                    | Долорес                   | 1 епізод |
| 2003             | Закон та порядок: Спеціальний корпус | Law & Order: Special Victims Unit | Медсестра Дженкінс        | 1 епізод |
| 2004             | Клан Сопрано                         | The Sopranos                      | Евелін Грінвуд            | 1 епізод |
| 2003             | Закон та порядок: Спеціальний корпус | Law & Order: Special Victims Unit | Рейчел Соранніс           | 1 епізод |
| 2005 — наст. час | Анатомія Грей                        | Grey's Anatomy                    | доктор Міранда Бейлі      | Регулярна роль Премія Гільдії кіноакторів США за найкращу жіночу роль у драматичному серіалі (2006) Премія Гільдії кіноакторів США за найкращий акторський склад у драматичному серіалі (2007) NAACP Image Award за найкращу жіночу роль другого плану у драматичному телесеріалі (2007—2008) NAACP Image Award за найкращу жіночу роль у драматичному телесеріалі (2009) NAACP Image Award за найкращу режисуру у драматичному телесеріалі (2010) Премія «Супутник» за найкращий акторський склад у драматичному серіалі (2007) Вибір народу (2008) Номінація — Премія «Еммі» за найкращу жіночу роль другого плану в драматичному телесеріалі (2006—2009) Номінація — Премія «Супутник» за найкращу жіночу роль другого плану — міні-серіал, телесеріал чи телефільм (2007—2008) Номінація NAACP Image Award за найкращу жіночу роль у драматичному телесеріалі (2010—2015) |
| 2009             | Приватна практика                    | Private Practice                  | доктор Міранда Бейлі      | 2 епізоди |
| 2014             | Головний госпіталь                   | General Hospital                  | Тіна Істрада              | |
| 2018             | Пожежна частина 19                   | Station 19                        | доктор Міранда Бейлі      | 1 епізод |

## Роботи у театрі

### Бродвей
- 1998 On The Town
- 2003 Avenue Q
- 2004 Caroline, або Change
- 2009 Чикаго

### Інші роботи
- The Good Times є Killing Me
- The Miracle Worker
- Paper Moon: the Musical
- The Family of Mann
- Believing
- Little Shop of Horrors